# Махаті
Махаті (груз. მახათი) — село в Грузії.
За даними перепису населення 2014 року в селі проживає 33 особи.